# Cleidion claoxyloides
Cleidion claoxyloides är en törelväxtart som beskrevs av Johannes Müller Argoviensis. Cleidion claoxyloides ingår i släktet Cleidion och familjen törelväxter.
Artens utbredningsområde är Nya Kaledonien. Inga underarter finns listade i Catalogue of Life.